# Руденский, Игорь Николаевич
Игорь Николаевич Руде́нский (род. 11 сентября 1962 года) — российский политик, депутат Государственной Думы III—VI, VIII созывов (с 1999 года). Член Комитета Государственной думы по аграрным вопросам (VIII созыв).  
Находится под персональными международными санкциями 27 стран ЕС, Великобритании, США, Канады, Швейцарии, Австралии, Японии, Украины, Новой Зеландии.

## Биография
Игорь Николаевич Руденский родился 11 сентября 1962 года в посёлке Икша Московской области.
В 1979—1983 годах — студент Рижского лётно-технического училища гражданской авиации по специальности диспетчер по управлению воздушным движением, штурман ВВС.
С 1983 года работал диспетчером на авиатрассах в Ямало-Ненецком автономном округе.
В 1984—1990 годах — студент заочного отделения юридического факультета Кемеровского государственного университета по специальности юрист-правовед.
С 1986 года работал в Управлении производственно-технологической комплектации Министерства среднего машиностроения СССР.
С 1990 года работал в научно-производственном объединении «Орбита».
В 1992—1998 годах — директор производственно-строительных предприятий «Гарантия» и «Промстройцентр», занимавшихся строительством жилья и других объектов социально-бытового назначения в различных регионах страны, в том числе и в Пензенской области.
До 1999 года — генеральный директор Агропромышленного объединения «Пензахлебопродукт».
В 1999 году окончил Академию народного хозяйства при Правительстве Российской Федерации по специальности «директор по экономике и финансам».
19 декабря 1999 года — 26 декабря 2003 года — депутат Государственной Думы Федерального Собрания Российской Федерации III созыва от Железнодорожного одномандатного избирательного округа (Пензенская область) № 135 (). Изначально был выдвинут ЛДПР, ради этого он вступил в партию. Но когда список ЛДПР заблокировали, он принял решение выдвигаться от избирательного блока Отечество — Вся Россия. Член депутатской группы «Регионы России».
В 2003 году защитил диссертацию на тему «Организационно-экономический механизм регулирования воспроизводства регионального АПК: На материалах Пензенской области» во ВНИИ экономики сельского хозяйства (Москва), кандидат экономических наук.
7 декабря 2003 — 24 декабря 2007 года — депутат Государственной Думы Федерального Собрания Российской Федерации IV созыва от одномандатного избирательного округа № 135. Выдвинут партией «Единая Россия».
С 23 января 2004 года — заместитель председателя Комитета Государственной Думы Федерального Собрания Российской Федерации по бюджету и налогам.
В 2007—2011 годах — депутат Государственной Думы Федерального Собрания Российской Федерации V созыва от партии «Единая Россия». Заместитель председателя Комитета Государственной Думы по строительству и земельным отношениям. Секретарь Пензенского регионального политического совета политической партии «Единая Россия».
С декабря 2011 года — депутат Государственной Думы Федерального Собрания Российской Федерации VI созыва от партии «Единая Россия». Председатель комитета Госдумы по экономической политике, инновационному развитию и предпринимательству.

### Табачный лоббизм
По информации газеты Известия, И. Н. Руденский является табачным лоббистом.

## Международные санкции
23 февраля 2022 года внесён в санкционные списки стран Евросоюза за действия и политику, которые подрывают территориальную целостность, суверенитет и независимость Украины и еще больше дестабилизируют Украину.
24 февраля 2022 года включён в санкционный список Канады «близких соратников режима» за голосование о признании независимости «так называемых республик в Донецке и Луганске».
24 марта 2022 года, на фоне вторжения России на Украину, включён в санкционный список США за «соучастие в войне Путина» и «поддержку усилий Кремля по вторжению в Украину», Госдеп США заявил что депутаты Госдумы используют свои полномочия для преследования инакомыслящих и политических оппонентов, нарушают свободу информации, ограничивают права человека и основные свободы граждан России.
По аналогичным основаниям, с 11 марта 2022 года находится под санкциями Великобритании. С 25 февраля 2022 года находится под санкциями Швейцарии. С 26 февраля 2022 года находится под санкциями Австралии. С 12 апреля 2022 года находится под санкциями Японии. Указом президента Украины Владимира Зеленского от 7 сентября 2022 находится под санкциями Украины. С 3 мая 2022 года находится под санкциями Новой Зеландии.

## Собственность и доходы
В ноябре 2013 года Forbes и Би-би-си опубликовали результаты расследования Фонда борьбы с коррупцией Алексея Навального, согласно которым Руденский имеет в пользовании незадекларированный участок в дачном кооперативе «Сосны» на берегу реки Истры, недалеко от деревни Лешково Истринского района (общей площадью 11 209 м², из которых 2996 м². записано на дачное партнёрство «Сосны» и не отражено в декларации). Кроме того, по оценке Навального, доходы Руденского не соответствуют стоимости участка и построенного на нём дома.
4 декабря 2013 года Комиссия Госдумы РФ по доходам и имуществу депутатов отказалась проводить проверку декларации о доходах Руденского, мотивируя это отсутствием в его действиях нарушения закона..
Руденский подал в суд иск о защите чести и достоинства с просьбой признать распространённую о нём информацию не соответствующей действительности. 30 июня Люблинский суд Москвы удовлетворил иск Руденского к Навальному и обязал ответчика опровергнуть распространённые им сведения о Руденском.

## Награды
- Орден Почёта (31 июля 2012 года) — за большой вклад в развитие российского парламентаризма и активное участие в законотворческой деятельности[20]
- Медаль ордена «За заслуги перед Отечеством» II степени (6 октября 2005 года) — за активное участие в законотворческой деятельности и многолетнюю плодотворную работу[21]
- Благодарность Президента Российской Федерации (21 октября 2009 года) — за плодотворную законотворческую и общественную деятельность[22]
- Медаль Столыпина П. А. II степени (16 января 2014 года) — за заслуги в законотворческой деятельности, направленной на решение стратегических задач социально-экономического развития страны[23].
- Почётная грамота Правительства Российской Федерации (6 июля 2011 года) — за заслуги в законотворческой деятельности и многолетнюю добросовестную работу[24]
- Благодарность Правительства Российской Федерации (4 декабря 2008 года) — за заслуги в законотворческой деятельности, развитии парламентаризма и в связи с 15-летием принятия Конституции Российской Федерации[25]
- Памятный знак «За заслуги в развитии города Пензы» (2013)[26]